# Stenoporpia anastomosaria
Stenoporpia anastomosaria là một loài bướm đêm trong họ Geometridae.